# Naturschutzgebiet Der Ewige Teich
Das Naturschutzgebiet Der Ewige Teich ist ein 25 Hektar umfassendes Naturschutzgebiet in Mecklenburg-Vorpommern zwei Kilometer nördlich von Mustin (Schleswig-Holstein). Die Unterschutzstellung erfolgte am 15. Mai 1990. Das Schutzziel besteht im Erhalt einer als Grünland genutzten Niederung als Biotopverbund zwischen den Naturschutzgebieten Lankower See und Goldensee. Die Flächen lagen zu DDR-Zeiten abgeschieden und unzugänglich nahe der innerdeutschen Grenze.
Der aktuelle Gebietszustand wird als befriedigend angesehen. Die Funktion als Biotopverbund können die Flächen durch die angrenzende intensive landwirtschaftliche Nutzung nur bedingt erfüllen. Es führen keine öffentlichen Wege durch das Gebiet.